# Heliamphora parva
Heliamphora parva este o specie de plante carnivore din genul Heliamphora, familia Sarraceniaceae, ordinul Ericales. A fost descrisă pentru prima dată de Bassett Maguire, și a primit numele actual de la S.Mcpherson, A.Fleischm., Wistuba och Amp; Nerz. Conform Catalogue of Life specia Heliamphora parva nu are subspecii cunoscute.

## Galerie de imagini